# Annelise Damm Olesen
Annelise Damm Olesen (ur. 2 stycznia 1942 w Kopenhadze) – duńska lekkoatletka, wicemistrzyni Europy z 1969.
Była wszechstronną lekkoatletką. Największe sukcesy odniosła w biegu na 800 metrów, ale z powodzeniem startowała również w biegu na 400 metrów, a także w krótkich biegach płotkarskich, od których zaczynała karierę lekkoatletyczną. 
Na igrzyskach olimpijskich w 1968 w Meksyku odpadła w eliminacjach biegu na 800 metrów. Zajęła 6. miejsce w tej konkurencji na europejskich igrzyskach halowych w 1969 w Belgradzie.
Największy sukces odniosła na mistrzostwach Europy w 1969 w Atenach, gdzie zdobyła srebrny medal w biegu na 800 metrów, przegrywając jedynie z Brytyjką Lillian Board i poprawiając rekord Danii czasem 2:02,6. Startowała również w sztafecie 4 × 400 metrów, która nie awansowała do finału, ale ustanowiła rekord Danii rezultatem 3:36,2.
Odpadła w eliminacjach biegu na 800 metrów na pierwszych halowych mistrzostwach Europy w 1970 w Wiedniu. Na igrzyskach olimpijskich w 1972 w Monachium poprawiła rekord Danii na tym dystansie w biegu eliminacyjnym wynikiem 2:01,77, ale w biegu półfinałowym zajęła dopiero 6. miejsce i nie awansowała do finału.
Była mistrzynią Danii w biegu na 100 metrów przez płotki w 1969, w biegu na 400 metrów w 1969 i 1972 oraz w biegu na 800 metrów w 1968, 1969 i1972.
Oprócz wskazanych wyżej rekordów w biegu na 800 metrów i w sztafecie 4 × 400 metrów wielokrotnie poprawiała rekordy Danii w biegu na 400 metrów do wyniku 53,6 s (24 września 1969 w Berlinie Zachodnim), w biegu na 1500 metrów (czas 4:20,2 3 sierpnia 1972 w Oslo) i w biegu na 100 metrów przez płotki do czasu 13,8 (2 sierpnia 1970 w Berlinie).
Startowała w klubie Hvidovre IF. Od lat mieszka w Hvidovre.